# Rama III-brug
De Rama III-brug (Thai: สะพานพระราม 3; ook Nieuwe Krungthep-brug) is een brug over de Menam in Bangkok (Thailand). De brug loopt naast de Krungthep-brug. De brug werd gebouwd in de periode van oktober 1996 tot oktober 1999 om de files op de Krungthep-brug te verminderen.